# Una apelación a la razón: una mirada genial al calentamiento global
Una apelación a la razón: una mirada genial al calentamiento global es un libro de 2008 de Nigel Lawson. En él, Lawson argumenta que el calentamiento global está ocurriendo, pero que la ciencia está lejos de resolverlo. Se opone al  consenso científico resumido por el  IPCC. También argumenta que el calentamiento traerá beneficios como también consecuencias negativas, y que el impacto de estos cambios será relativamente moderado en lugar de apocalíptico.
El libro fue publicado en el Reino Unido y los Estados Unidos en 2008. Apareció en traducción al español el año siguiente, publicado por Gota a gota, la imprenta del think tank FAES.

## Resumen
Este libro es una expansión de una conferencia que Lawson dio en 2006 al Center for Policy Studies 
La conferencia se tituló "La economía y la política del cambio climático. Una apelación a la razón"  
Como se explicó en la introducción, el objetivo del libro es examinar cada una de las dimensiones del problema del calentamiento global, incluida la ciencia, la economía, tanto desde la perspectiva de la previsión a largo plazo como de los costos el análisis de la eficacia, la política y el aspecto ético.
El libro comienza argumentando que "la ciencia del calentamiento global está lejos de estar resuelta." Aunque Lawson acepta que el calentamiento es real, cuestiona la validez de los modelos climáticos globales. Específicamente, destaca la falta de falsabilidad de sus predicciones y el hecho de que todos los modelos no pudieron predecir que no hubo más calentamiento entre 2001 y 2007. También cuestiona si de hecho la única causa del calentamiento es el hombre y su CO2 y cuán grande es esa contribución. Lawson plantea varias cuestiones con respecto al proceso del IPCC y sus hallazgos, incluido el gráfico de palo de hockey, y critica el Informe Stern. Después de la introducción, el resto del libro procede bajo el supuesto de que la opinión mayoritaria del IPCC es correcta.
Lawson luego examina cuánto calentamiento ocurrirá y cuáles son las consecuencias prácticas durante los próximos cien años, basándose en los escenarios y recomendaciones de políticas del Informe del IPCC de 2007 (AR4). El siguiente tema analizado es la importancia de la adaptación, lo que afirma es la falla más grave de la CIPF en cuanto al impacto del calentamiento global, ya que existe una "subestimación sistemática de los beneficios de la adaptación" y "la forma más rentable de abordar el problema" y probables consecuencias "en lugar de reducir las emisiones. Su siguiente crítica se refiere a la Stern Review, que, según él, está "en el extremo del campo alarmista". También critica el Protocolo de Kioto y las dificultades prácticas de llegar a un acuerdo global. A continuación, presenta un análisis de las diferentes tecnologías y alternativas de mercado que se están implementando para reducir las emisiones, concluyendo con su propuesta de un impuesto al carbono generalizado, junto con la reducción de otros impuestos para compensar los ingresos extra. El libro se cierra con una discusión sobre las tasas de descuento utilizadas por el IPCC y el Stern Review en su análisis económico, con una discusión más detallada sobre este último. El capítulo final resume el libro, terminando con una advertencia sobre los peligros del movimiento  ambiental, llamándolo "la nueva religión del eco-fundamentalismo" y afirmando que "parece que hemos entrado en una nueva era de sinrazón . "

### Reseñas de libros
El libro ha sido revisado por, entre otros, Nature Reports Climate Change, Literary Review, The Guardian, The Spectator, y The Daily Telegraph,